# Pablo García Pintos
Pablo García Pintos Baracco, abogado y político uruguayo perteneciente al herrerismo.

## Biografía
Hijo del médico y político Salvador García Pintos y de María Esther Baracco, fue el menor de siete hermanos.
Egresado como abogado de la Universidad de la República.
Militante en el Partido Nacional, acompañó a Luis Alberto Lacalle en su campaña por la conquista de una banca senatorial en las elecciones de 1984. Durante la presidencia de Lacalle se desempeñó como Secretario de la Presidencia (1990-1995).
Integró el directorio del BROU.

## Obras
- Faltan 60 meses (2008, libro sobre la presidencia de Lacalle)[1]
- Doctor Salvador García Pintos (Papapo) (2010)[2]